# مارکس (تگزاس)
مارکس، تگزاس (به انگلیسی: Marquez, Texas) یک شهر در ایالات متحده آمریکا با جمعیت ۲۲۰ نفر است که در تگزاس واقع شده‌است.

## موقعیت جغرافیایی
موقعیت جغرافیایی شهرها و مناطق اطراف به شرح زیر است: